# Barrabás (película de 2012)
Barabbas (en italiano: Barabba) es una película televisiva italo-estadounidense dirigida por Roger Young.

## Reparto
- Billy Zane como Barabbas.
- Cristiana Capotondi como Éster.
- Filippo Nigro como Pontius Pilate.
- Anna Valle como Claudia Procula.
- Tommaso Ramenghi como Dan.
- Hristo Shopov como Kedar.
- Marco Foschi como Jesus.
- Paolo Seganti como Valerius Flaccus.